# Nedeljko Čabrinović
Nedeljko Čabrinović, cyr. Недељко Чабриновић (ur. 2 lutego 1885 w Sarajewie, zm. 23 stycznia 1916 w Terezinie) − członek grupy Czarna Ręka i jeden z uczestników zamachu na życie arcyksięcia Franciszka Ferdynanda w Sarajewie 28 czerwca 1914 roku.
Čabrinović był trzecim z zamachowców, który znajdował się na trasie przejazdu arcyksięcia. Dwaj poprzedzający go zamachowcy nie zdołali jednak podjąć próby zamachu. Čabrinoviciowi udało się rzucić w samochód arcyksięcia granat, który jednak Franciszek Ferdynand zdążył odrzucić z dachu auta. Granat wybuchł pod kołami następnego w kolumnie pojazdu, raniąc płk. Merizziego, hr. Boos-Waldecka i kilku widzów. Sam Čabrinović rzucił się do ucieczki, połykając przy okazji cyjanek. Trucizna nie zadziałała jednak z powodu swojej starości, a zamachowiec został ujęty na miejscu.
Skazany na 20 lat pozbawienia wolności. Zmarł w twierdzy Terezin na gruźlicę.